# اتحادیه چالیشیا
اتحادیه چالیشیا (به لاتین: Chalishia Union) یک منطقهٔ مسکونی در بنگلادش است که در ابهی‌نگار اپازیلا واقع شده‌است.